# Takkelage
Takkelage er et maritimt udtryk, der dækker alt skibets stående og løbende gods: Master, bomme, vanter, stag, fald og skøder. Takkelage deles i stående og løbende gods; førstnævnte tjener til masters og stængers forstøtning, sidstnævnte til manøvrering med og betjening af ræer og sejl.
At takle vil sige at placere et skibs takkelage på rette sted og måde.